# 圖斯潘河

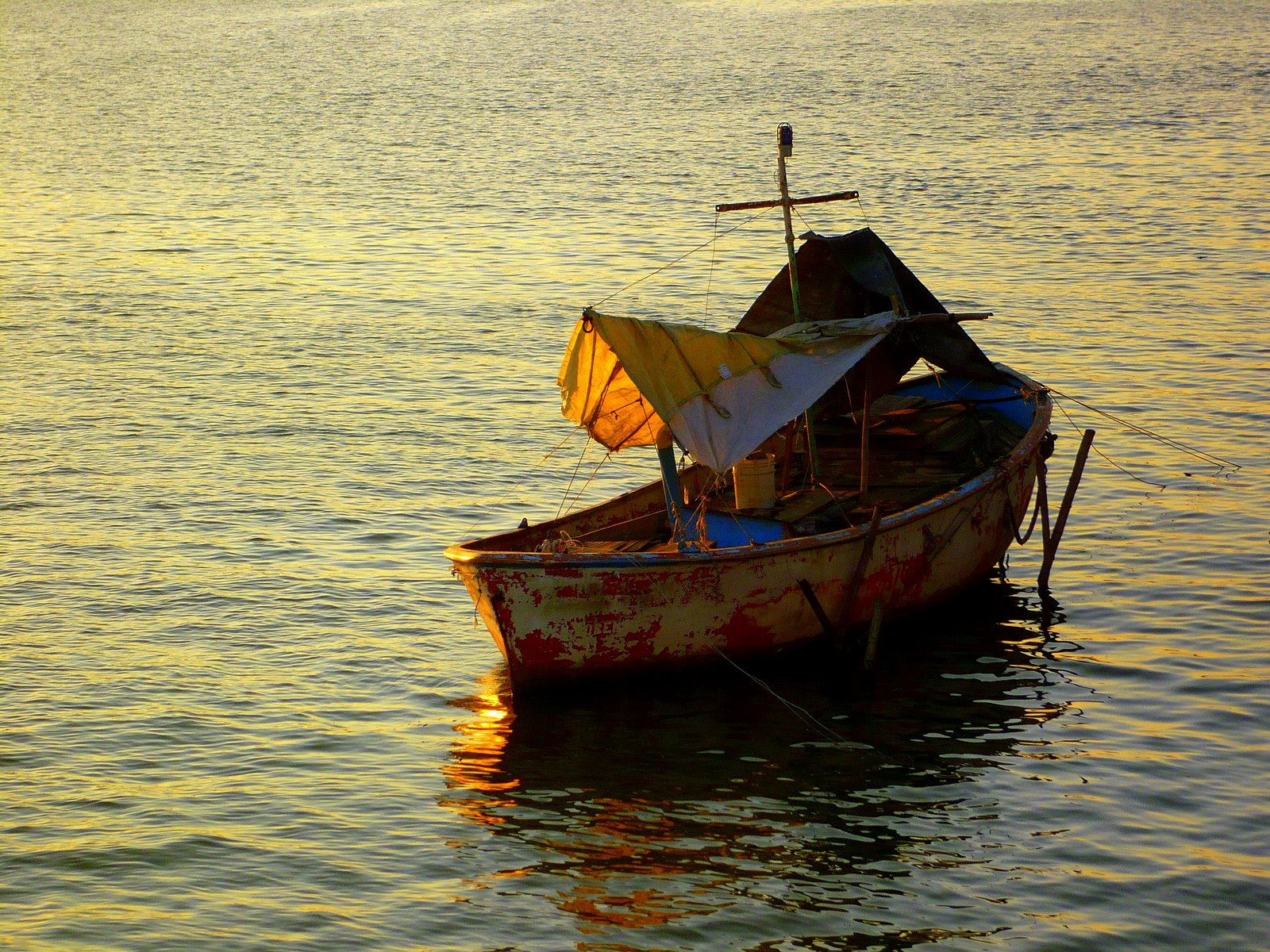

圖斯潘河是墨西哥的河流，位於韋拉克魯斯州，河道全長約150公里，流域面積5,899平方公里，最終在圖斯潘附近注入墨西哥灣，平均流量每秒2,076立方米。